# Esther Phillips
Esther Phillips  nascida Esther Mae Jones  (Galveston, 23 de dezembro de 1935 – Carson, Califórnia, 7 de agosto de 1984) foi uma cantora e compositora norte-americana, de pop, country, jazz e R&B.

## Biografia

### Origem
Nascida Esther Mae Jones em Galveston, Texas, na adolescência seus pais divorciaram-se e ela foi forçada a dividir seu tempo entre o pai, que vivia em Houston e a mãe, que vivia em Watts, Los Angeles, Califórnia. Em função de ter crescido cantando no coro da igreja, ela ficou hesitante em entrar num concurso de calouros num clube noturno de blues, mas sua irmã insistiu e ela aquiesceu. Uma cantora já madura aos 14 anos, ela ganhou o concurso em 1949 no Barrelhouse Club, cujo proprietário era Johnny Otis. Otis ficou tão impressionado que a levou à Modern Records e a adicionou ao seu cast de artistas em turnê, o "California Rhythm and Blues Caravan", e foi apelidada 'Little Esther Phillips' (ela disse ter tirado o sobrenome de uma placa num posto de combustível).

### Início da carreira
Seu primeiro sucesso foi "Double Crossing Blues", gravado em 1950 pela Savoy Records. Após vários sucessos com a Savoy, incluindo seu dueto com Mel Walker em "Mistrusting Blues", que chegou ao topo das paradas naquele ano, assim como também a canção "Cupid Boogie". Outras canções de sucesso em 1950 incluem "Misery" (9ª posição), "Deceivin' Blues" (4ª), "Wedding Boogie" (6ª), e "Faraway Blues" (6ª). Poucas cantores, seja de R&B como de outros estilos, tiveram tantos sucessos em seu ano de estreia. Phillips deixou Otis e a Savoy Records no final de 1950 e assinou contrato com a Federal Records.
Mas tão rapidamente quanto começaram os sucessos, eles pararam. Embora ela tivesse gravado mais de 30 lados [de LP singles] na nova gravadora, apenas um, "Ring-a-Ding-Doo", atingiu o Top 10; essa canção obteve a 8ª posição em 1952. Não mais trabalhar com Otis foi uma parte de seu problema: a outra foi o uso de drogas. Já em meados da década de 1950 Phillips tinha drogadicção crônica. Em 1954, ela retornou a Houston para viver com seu pai e tentar se reabilitar. Com pouco dinheiro, ela trabalhou em clubes noturnos no Sul dos Estados Unidos, ao mesmo tempo em que passava temporadas em clínicas, consequência de sua adicção. Em 1962, Kenny Rogers a redescobriu enquanto cantava num clube de Houston.

### Retorno
Phillips ficou bem o bastante para fazer uma retomada em 1962. Agora, com o nome artístico de Esther Phillips em vez de "Little Esther", ela gravou uma canção country, "Release Me", com o produtor Bob Gans. A canção chegou ao topo da parada de R&B e à 8ª posição na listagem pop. Após vários sucessos menores na Lenox Records, ela assinou contrato com a Atlantic Records. Sua versão do sucesso dos Beatles, "And I Love Him" quase chegou ao Top 10 de R&B em 1965 e os Beatles a trouxeram ao Reino Unido para suas primeiras performances no estrangeiro.
Ela teve outros sucessos na década de 1960 na Atlantic Records, ainda que não tivesse mais chegado ao Top 10 com nenhuma deles, além de enfrentar uma luta contra a dependência de heroína. Com sua adicção se agravando, Phillips foi para uma clínica de reabilitação. Sob  tratamento, ela gravou algumas canções pela Roulette em 1969, produzidas em sua maioria por Lelan Rogers. Após o lançamento, ela mudou-se de volta para Los Angeles e assinou novamente com a Atlanticl. Ela se apresentou com o Johnny Otis Show no Monterey Jazz Festival em 1970.

### Década de 1970
Um de seus maiores sucessos após a sequência do início da década de 1950 veio em 1972 com seu primeiro álbum pela Kudu Records. A canção de autoria de Gil Scott-Heron, "Home Is Where the Hatred Is", - referência ao uso de drogas — foi a canção principal do álbum From a Whisper to a Scream que chegou a ser indicado ao Grammy. Quando Phillips perdeu o título para Aretha Franklin, esta deu o troféu a Phillips, dizendo que ela deveria ter ganho o prêmio.
Esther Phillips continuou a se apresentar e a gravar canções durante a década de 1970 e no início da década de 1980, completando um total de sete álbuns pela Kudu e quatro na Mercury Records, com quem ela assinou em 1977. Em 1983, ela lançou a última canção a aparecer nas paradas: "Turn Me Out," que atingiu a 85ª posição na parada de R&B. Ela completou a gravação de seu álbum final poucos meses antes de morrer, mas o álbum não foi lançado antes de 1986.

### Morte
Phillips morreu no UCLA Medical Center em Carson, Califórnia em 1984, aos 48 anos, em função de falência renal e hepática causada pelo uso de drogas O funeral foi conduzido por Johnny Otis..

## Indicações ao Grammy
- Indicações na carreira: 4[8]

| Esther Phillips Grammy Award History |                                                |                                 |        |          |           |
| Ano                                  | Categoria                                      | Título                          | Gênero | Selo     | Resultado |
| 1970                                 | Best Rhythm & Blues Vocal Performance - Female | "Set Me Free"                   | R&B    | Atlantic | Indicação |
| 1972                                 | Best Rhythm & Blues Vocal Performance - Female | "From a Whisper to a Scream"    | R&B    | Kudu/CTI | Indicação |
| 1973                                 | Best Rhythm & Blues Vocal Performance - Female | "Alone Again (Naturally)"       | R&B    | Kudu/CTI | Indicação |
| 1975                                 | Best Rhythm & Blues Vocal Performance - Female | "What a Diff'rence a Day Makes" | R&B    | Kudu/CTI | Indicação |

## Discografia

### Álbuns
| Ano  | Título                            | Selo      | Billboard Chart |
| ---- | --------------------------------- | --------- | --------------- |
| 1951 | Hollerin' and Screaming           | Yorkshire |                 |
| 1963 | Release Me                        | Lenox     | 46              |
| 1965 | And I Love Him!                   | Atlantic  |                 |
| 1966 | Esther Phillips Sings             | Atlantic  |                 |
| 1966 | The Country Side of Esther        | Atlantic  |                 |
| 1970 | Live at Freddie Jett's Pied Piper | Atlantic  |                 |
| 1970 | Burnin' (Live)                    | Atlantic  | 7               |
| 1972 | From a Whisper to a Scream        | Kudu/CTI  | 16              |
| 1972 | Alone Again (Naturally)           | Kudu/CTI  | 15              |
| 1974 | Black-Eyed Blues                  | Kudu/CTI  | 15              |
| 1975 | Performance                       | Kudu/CTI  | 27              |
| 1975 | Esther Phillips and Joe Beck      | Kudu/CTI  | 3               |
| 1975 | What a Diff'rence a Day Makes     | Kudu/CTI  | 13              |
| 1976 | Capricorn Princess                | Kudu/CTI  | 23              |
| 1976 | Confessin' the Blues              | Atlantic  | 26              |
| 1976 | For All We Know                   | Kudu/CTI  | 32              |
| 1977 | You've Come a Long Way, Baby      | Mercury   |                 |
| 1978 | All About Esther                  | Mercury   |                 |
| 1979 | Here's Esther, Are You Ready      | Mercury   | 47              |
| 1981 | Good Black Is Hard to Crack       | Mercury   |                 |
| 1986 | A Way to Say Goodbye              | Muse      |                 |

### Singles
| Ano  | Single                                                | Posição | Posição | Posição | Posição |
| Ano  | Single                                                | US      | US R&B  | US AC   | UK      |
| ---- | ----------------------------------------------------- | ------- | ------- | ------- | ------- |
| 1950 | "Double Crossing Blues"*                              | -       | 1       | -       | -       |
| 1950 | "Mistrusting Blues"*                                  | -       | 1       | -       | -       |
| 1950 | "Misery"*                                             | -       | 9       | -       | -       |
| 1950 | "Cupid Blues"*                                        | -       | 1       | -       | -       |
| 1950 | "Deceivin' Blues"*                                    | -       | 4       | -       | -       |
| 1950 | "Wedding Boogie"*                                     | -       | 6       | -       | -       |
| 1950 | "Far Away Blues (Xmas Blues)"*                        | -       | 6       | -       | -       |
| 1952 | "Ring-a-Ding-Doo"                                     | -       | 8       | -       | -       |
| 1962 | "Release Me"                                          | 8       | 1       | -       | -       |
| 1963 | "I Really Don't Want To Know"                         | 61      | -       | -       | -       |
| 1963 | "Am I That Easy To Forget"                            | 112     | -       | -       | -       |
| 1963 | "You Never Miss Your Water (Til the Well Runs Dry)"** | 73      | -       | -       | -       |
| 1963 | "If You Want It (I've Got It)"**                      | 129     | -       | -       | -       |
| 1965 | "And I Love Him"                                      | 54      | 11      | 14      | -       |
| 1965 | "Moonglow and Theme from Picnic"                      | 115     | -       | 28      | -       |
| 1965 | "Let Me Know When It's Over"                          | 129     | -       | -       | -       |
| 1966 | "When a Woman Loves a Man"                            | 73      | 26      | -       | -       |
| 1969 | "Too Late To Worry, Too Blue To Cry"                  | 121     | 35      | -       | -       |
| 1970 | "Set Me Free"                                         | 118     | 39      | -       | -       |
| 1972 | "Home Is Where the Hatred Is"                         | 122     | 40      | -       | -       |
| 1972 | "Baby, I'm For Real"                                  | -       | 38      | -       | -       |
| 1972 | "I've Never Found a Man (To Love Me Like You Do)"     | 106     | 17      | -       | -       |
| 1975 | "What a Diff'rence a Day Makes"                       | 20      | 10      | 29      | 6       |
| 1976 | "For All We Know"                                     | -       | 98      | -       | -       |
| 1983 | "Turn Me Out"                                         | -       | 85      | -       | -       |

N.B. * com Johnny Otis Orchestra ** com Big Al Downing

## Filmografia
Televisão
- 1965: The Music of Lennon & McCartney, convidada[10]
- 1970: The Barbara McNair Show, convidada[11]
- 1970: The Tonight Show Starring Johnny Carson, convidada
- 1975: Saturday Night Live, convidada